# Tedania commixta
Tedania commixta är en svampdjursart som beskrevs av Ridley och Arthur Dendy 1886. Tedania commixta ingår i släktet Tedania och familjen Tedaniidae.
Artens utbredningsområde är Sydaustralien. Inga underarter finns listade i Catalogue of Life.